# Кантуэлл, Лесли
Ле́сли Кантуэ́лл (англ. Lesley Cantwell; 22 февраля 1987 — 7 июня 2013, Папеэте) — новозеландская атлетка.

## Биография
Лесли Кантуэлл родилась 22 февраля 1987 года.
Лесли завоевала золотую медаль в женской ходьбе на 5000 м по дороге на Чемпионате Океании по легкой атлетике 2013 года, проходившем на острове Таити. В ожидании церемонии награждения Кантуэлл почувствовала себя плохо и упала в обморок. Она была доставлена в местную больницу, где умерла три дня спустя — 7 июня 2013 года от кровоизлияния в мозг в 26-летнем возрасте.